# Museo de Cañones Navales
Museo de Cañones Navales Es un museo a cielo abierto conformado por una colección de piezas de artillería naval expuestas de forma permanente y pública en el sector de Las Salinas, Viña del Mar, Chile. El museo depende de la Escuela de Armamentos de la Armada de Chile.
Los antecedentes de El museo y la exhibición permanente  tiene su origen en el año 1962con la gradual instalación de cañones en desuso entre los terrenos frente a la Escuela de Armamentos y el borde costero.   En la década del 1970 se consolidó como museo al aire libre,  desde entonces ha experimentado varios cambios y reducciones en el número de piezas expuestas, hasta el año 2008 cuando las colección expuesta se redujo 9 piezas de artillería 
La pieza más antigua en exhibición es un montaje Armstrong de 4,7 pulgadas de 1880, que perteneció a la fragata blindada Blanco Encalada, que participó en la guerra del Pacífico y en la Guerra civil de 1891.